# Hin Sam Wan
Hin Sam Wan (en tailandés: «หินสามวาฬ», en español: «La roca de las tres ballenas») es una formación rocosa de 75 millones de años que sobresale de una montaña en Phu Sing, Provincia de Bueng Kan, Tailandia, cerca del río Mekong. Se llama así porque, desde ciertos ángulos, las rocas parecen una familia de ballenas. Solo dos de las rocas (la "madre ballena" y el "padre ballena") son accesibles a pie; la "ballena bebé" es inaccesible de formas comunes.